# デヴィッド・マッカルモント
デヴィッド・マッカルモント（David Irving McAlmont、1967年5月2日 - ）は、イギリス・クロイドン出身のヴォーカリスト。

## 来歴
マッカルモントの音楽活動はギタリストであり、その他一切のインストゥルメンタルを受け持つソウル・フリーマンとロンドンで結成したシーヴス(Thieves)というバンドから始まる。シーヴスは従来のファンク・ソウルの形に、ポスト・パンクや新しいポップスの要素を加えた音楽を作っていた。その音はマーヴィン・ゲイやコクトー・ツインズ、スクリッティ・ポリッティなどの影響を含んでいた。バンドは1992年に"Through The Door"、"Unworthy"と2枚のシングルを発売する。
その後にバンドはマッカルモントを前面に出したソロ・プロジェクトへと形を変え、1994年"Either"をシングルにファースト・アルバム"McAlmont"を発売する。マッカルモントの歌声は賞賛を受けるが、目立つセールスを上げることは出来なかった。
マッカルモントはソロとしてキャリアを続けることになった。モリッシーのサポートとしてツアーに同行した後、元スウェードのギタリスト、バーナード・バトラーを紹介される。彼らが製作したアルバム"The Sound of McAlmont and Butler"からは全英8位のヒット・シングルになった"Yes"(1995年)が収録されている。
しかしマッカルモント&バトラーはツアーを行っていない。トップ・オブ・ザ・ポップスなどでテレビ出演した他は小さな公演をこなしたのみだった。もう一枚のシングル"You Do"は全英17位を記録している。マッカルモント&バトラーは結局短期間でデュオを解散することになり、様々な憶測や報道が流れた。
その後、プロデューサーのデヴィッド・アーノルドと共にマッカルモント版"Diamonds Are Forever"を製作。このビデオで彼は純白のスーツにファーを巻き、ハイヒールを履いてベッドで猫と戯れている。そして1998年、実質的に初のソロ・アルバムである2枚目のアルバム"A Little Communication"を発売する。
そしてウルトラマリーンやクレイグ・アームストロングと仕事をしつつ、3枚目のアルバム"Be"の製作を進めていたが、このアルバムの発売は所属レコード・レーベルのHutによって棚上げにされた。現在までに公式には日の目を見ていないアルバムだが、いくつかのデモ音源が流出している。
2001年、バーナード・バトラーからの提案で再びデュオを結成。EMIと契約を交わし、アルバム"Bring it Back"(2002年)を発売。2枚のシングルをリリースし、ツアーを行った。
2005年に自主レーベルからアルバム"Set One You Go To My Head"を発売。
2007年にはガブリエルのアルバムでバック・ヴォーカルを務めたほか、バーナード・バトラーがプロデュースするダフィーのアルバムにも参加している。

## ディスコグラフィ
- 1994年 マッカルモント McAlmont (Hut/東芝EMI)
- 1998年 A Little Communication (Hut/EMI)
- 2005年 Set One You Go To My Head (Ether)